# Палочка Хансена

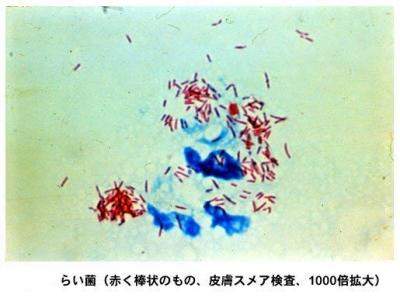

Па́лочка Ха́нсена, или баци́лла Ха́нсена (лат. Mycobacterium leprae) — вид актиномицетов из семейства Mycobacteriaceae, один из возбудителей лепры (проказы).
Mycobacterium leprae (лат. Mycobacterium leprae) — это бактерия, вызывающая проказу, также известную как «болезнь Хансена», которая является хроническим инфекционным заболеванием, поражающим как периферические нервы, так и кожу, глаза, нос и мышцы. Проказа может возникать в любом возрасте от младенчества до пожилого возраста, но она излечима, и лечение может предотвратить инвалидность. Вид был обнаружен в 1873 году норвежским врачом Герхардом Хансеном, который искал бактерии в кожных узлах пациентов с проказой. Это была первая бактерия, которая была идентифицирована как вызывающая болезнь у людей.

## Лепра
Вызываемая палочкой Хансена лепра — хроническое гранулёматозное заболевание, которое может протекать в трёх клинических формах: лепроматозной, туберкулоидной и недифференцированной. Поражаются преимущественно периферические нервы и нервные окончания, верхние дыхательные пути, глаза, у мужчин — яички. Основные пути передачи — воздушно-капельный и контактный.
Ввиду тяжести заболевания и отсутствия вероятности реконвалесценции, в прошлом прокажённых нередко изгоняли из поселений. Кроме того, со Средневековья практикуется изоляция больных в лепрозориях. Предположительно, в Европу проказа была занесена из Передней Азии во время крестовых походов.

## Морфология и физиология бактерии
Это внутриклеточная, плеоморфная, кислотоустойчивая, патогенная бактерия. M. leprae - аэробная палочка (палочковидная бактерия) с параллельными сторонами и круглыми концами, окруженная характерным восковым налетом, уникальным для микобактерий. По размеру и форме он очень похож на Mycobacterium tuberculosis. Эта бактерия часто встречается в большом количестве в очагах лепроматозной проказы, которые обычно группируются вместе, как пучки сигар, или располагаются в частоколе. Благодаря своему густому восковому покрытию M. leprae окрашивается карболовым фуксином, а не традиционным окраской по Граму. Для созревания культуры требуется несколько недель.
Оптическая микроскопия показывает M. leprae в виде комков, округлых масс или в группах палочек рядом друг с другом, в диапазоне от 1 до 8 мкм в длину и от 0,2 до 0,5 мкм в диаметре. Трудность в культивировании организма, по-видимому, заключается в том, что он является обязательным внутриклеточным паразитом, в котором отсутствуют многие необходимые гены для независимого выживания. Сложная и уникальная клеточная стенка, которая затрудняет разрушение представителей рода Mycobacterium, по-видимому, также является причиной крайне медленной скорости репликации. Факторы вирулентности включают восковое наружное покрытие, образованное при производстве миколиновых кислот, уникальных для микобактерий. Не образуют спор и капсул, неподвижны. В культурах встречаются разветвлённые, сегментированные формы.
Цитоплазма микобактерии лепры окружена несколькими оболочками:
- микрокапсула — полисахаридная оболочка из 3—4 слоёв толщиной 200—250 нм, прочно связанная с клеточной стенкой и лежащая на её поверхности, которая защищает микобактерию от воздействия внешней среды, обладает антигенными свойствами (термостабильный и термолабильный антигены), проявляет серологическую активность[4];
- клеточная стенка — ограничивает микобактерию снаружи, обеспечивает стабильность размеров и формы клетки, механическую, осмотическую и химическую защиту, включает факторы вирулентности — липиды, с фосфатидной фракцией которых связывают вирулентность микобактерий, а также миколовую кислоту, лепрозиновую оксикислоту и воск (лепрозин);
- цитоплазматическая мембрана — включает липопротеиновые комплексы, ферментные системы

Нуклеоид состоит из кольцевой ДНК без плазмид.
Патоген является облигатным внутриклеточным паразитом — на питательных средах, применяемых для культивирования туберкулёзного возбудителя, рост получен не был, однако их удалось культивировать на жидких яичных средах, содержащих лизаты семенников животных и рыб.
В литературе описана также возможность культивирования на специальных средах с добавлением сывороточного белка при температуре 32 °C, однако рост также медленный. Культуральные формы отличаются от тканевых и теряют патогенность для животных.
В лаборатории линии этой микобактерии поддерживаются в броненосцах, а также на лапках мышей.

## Патогенез
Инкубационный период M. leprae может составлять от 6 месяцев до 40 лет. 
Бактерия реплицируется внутриклеточно внутри гистиоцитов и нервных клеток и имеет две формы. Одной из форм является «туберкулоид», который вызывает клеточный ответ, который ограничивает его рост. При этой форме M. leprae размножается в месте проникновения, обычно в кожу, вторгаясь и колонизируя шванновские клетки. Микроб затем индуцирует Т-хелперные лимфоциты, эпителиоидные клетки и гигантскую клеточную инфильтрацию кожи, в результате чего у инфицированных людей появляются крупные сплющенные пятна с приподнятыми и приподнятыми красными краями на коже. Эти пятна имеют сухие, бледные, безволосые очаги, сопровождающиеся потерей чувствительности на коже. Потеря чувствительности может развиться в результате вторжения периферических чувствительных нервов. Пятно в месте проникновения через кожу и потеря болевого ощущения являются ключевыми клиническими признаками того, что у человека туберкулезная форма проказы.
Второй формой проказы является «лепроматозная» форма, при которой микробы размножаются в макрофагах в месте проникновения. Они также растут в эпителиальных тканях лица и мочек ушей. Индуцированные Т-клетки-супрессоры многочисленны, но эпителиоидные и гигантские клетки редки или отсутствуют. При нарушении клеточно-опосредованного иммунитета в макрофагах появляется большое количество M. leprae, а у инфицированных пациентов в месте входа появляются папулы, отмеченные складками кожи. Постепенное разрушение кожных нервов приводит к тому, что называют «классическим львиным лицом». Широкое проникновение этого микроба может привести к серьезным повреждениям тела; например, потеря костей, пальцев рук и ног.

## Геном
Геном палочки Хансена был успешно расшифрован в 2001 году на материале штамма, выделенного в штате Тамилнад (Индия) и обозначенного TN. Его длина составила 3 268 203 пар нуклеотидных оснований, а содержание гуанина и цитозина — 57,8 %. Значения оказались намного ниже, чем соответствующие значения у возбудителя туберкулёза — палочки Коха (соответственно, 4 441 529 пар и 65,6 %).
Число общих генов Mycobacterium tuberculosis и Mycobacterium leprae составляет около 1500. Сравнительный анализ показывает, что микобактерии, произошедшие от общего предка, на первоначальном этапе имели геном аналогичного размера. На сокращение генома с 4,42 миллионов пар оснований до 3,27 миллионов пар приходится потеря около 1200 генных последовательностей. Значительная редукция генетического материала у M. leprae сопровождалась помимо потери генов генетическими перестройками и появлением псевдогенов из прежде функционировавших генов: лишь 50 % генома кодирует белки (у M. tuberculosis этот показатель составляет 91 %).
В более раннем исследовании было получено несколько меньшее значение содержания гуанин-цитозиновых пар (56,2±1 %). Размер генома, определённый в этой работе: (2,2±0,3)⋅109 дальтон (что соответствует (3,5±0,5) миллионам пар оснований) — достоверно не отличается от данных по секвенированию. В исследовании также были получены данные о различиях генома микобактерий лепры и Mycobacterium «lufu» (доля GC-пар составляет 61 %, геном имеет размеры 3,1⋅109 дальтон), а также о различиях с Mycobacterium vaccae (доля GC-пар составляет 65 %, геном имеет размеры 3,1⋅109 дальтон).
В опубликованной в 2013 году в журнале Science работе генетиков из Тюбингенского университета было показано, что геном возбудителя практически не изменился за 500 лет.
Исследование ДНК образца BEL024 из некрополя Студёнка (Белоруссия) позволило выявить новый генотип возбудителя лепры. Изучение геномов бактерий из ранее неизученных регионов (Беларусь, Иберия, Россия, Шотландия), из нескольких мест в одном регионе (Кембриджшир, Англия) и из двух иберийских лепрозориев позволило подтвердить данные о генетической изменчивости M. leprae в Европе и существовании сходных филогеографических моделей по всей Европе, включая высокое разнообразие в лепрозориях.

## Сходство сMycobacterium «lufu»
В своих работах М. Ю. Юшин доказывал тождественность свободноживущих микобактерий-сапрофитов Mycobacterium lufu и паразитических Mycobacterium leprae.
Однако, при исследовании генома разных видов микобактерий получены данные о различиях генома микобактерий лепры и Mycobacterium «lufu» (доля GC-пар составляет 61 %, геном имеет размеры 3,1⋅109 дальтон), а также о различиях с Mycobacterium vaccae (доля GC-пар составляет 65 %, геном имеет размеры 3,1⋅109 дальтон).